# Aehrenthalský palác
Aehrenthalský palác neboli palác Lexů z Aehrenthalu v Praze je zaniklý palác, který stával na místě dnešního domu čp. 795 na nároží Václavského náměstí (čo. 40) a Štěpánské ulice a dalších domů.

## Historie
Aehrenthalský palác nebyl příliš historicky ani architektonicky významný. Původně renesanční budova zřejmě na počátku 17. století patřila paní Regině z Aventina a Janovi staršímu Ledčanskému z Popic a na Třebotově, kterým však byla odňata z důvodu účasti na stavovském povstání.
Od roku 1773 byl majitelem domu měšťan Jan Lexa, za jehož vlastnictví na konci 18. století zřejmě proběhla větší přestavba. V letech 1847–1849 provedl architekt Bernhard Grueber historizující přestavbu paláce a stavebně sloučil dva menší domy.
Nakonec palác rodiny Lexů hrabat z Aehrenthalu v roce 1914 zakoupila Pozemková banka a nechala jej zbořit. Následně byl celý pozemek do Vodičkovy a Štěpánské ulice a Václavského náměstí rozparcelován a plocha určena k výstavbě domů s obchodní pasáží. Na místě tehdejšího paláce tak později vznikly palác Lucerna s pasáží a kinem a Palác Rokoko s pasáží a divadlem.